# 纳特·彭德尔顿
纳特·彭德尔顿（英語：Nat Pendleton，1895年8月9日—1967年10月12日），美国前男子摔跤运动员。他曾代表美国参加1920年夏季奥林匹克运动会摔跤比赛，获得男子自由式重量级银牌。